# Беньямін Штеффен
Беньямін Штеффен (нім. Benjamin Steffen; нар. 8 березня 1982 року, Базель, Швейцарія) — швейцарський фехтувальник на шпагах, чемпіон світу та Європи.

## Виступи на Олімпіадах
| Олімпіада           | Дисципліна          | Місце |
| ------------------- | ------------------- | ----- |
| Ріо-де-Жанейро 2016 | індивідуальна шпага | 4     |
| Ріо-де-Жанейро 2016 | командна шпага      | 6     |
| Токіо 2020          | індивідуальна шпага | 29    |
| Токіо 2020          | командна шпага      | 8     |